# Jardim Sport Clube
O Jardim Sport Clube é um clube de futebol da cidade de Jardim, no estado do Ceará. Foi fundado em 15 de maio de 2006 e manda seus jogos no Estádio Municipal de Jardim, com capacidade pra 4.000 pessoas.

## Símbolos

### Mascote

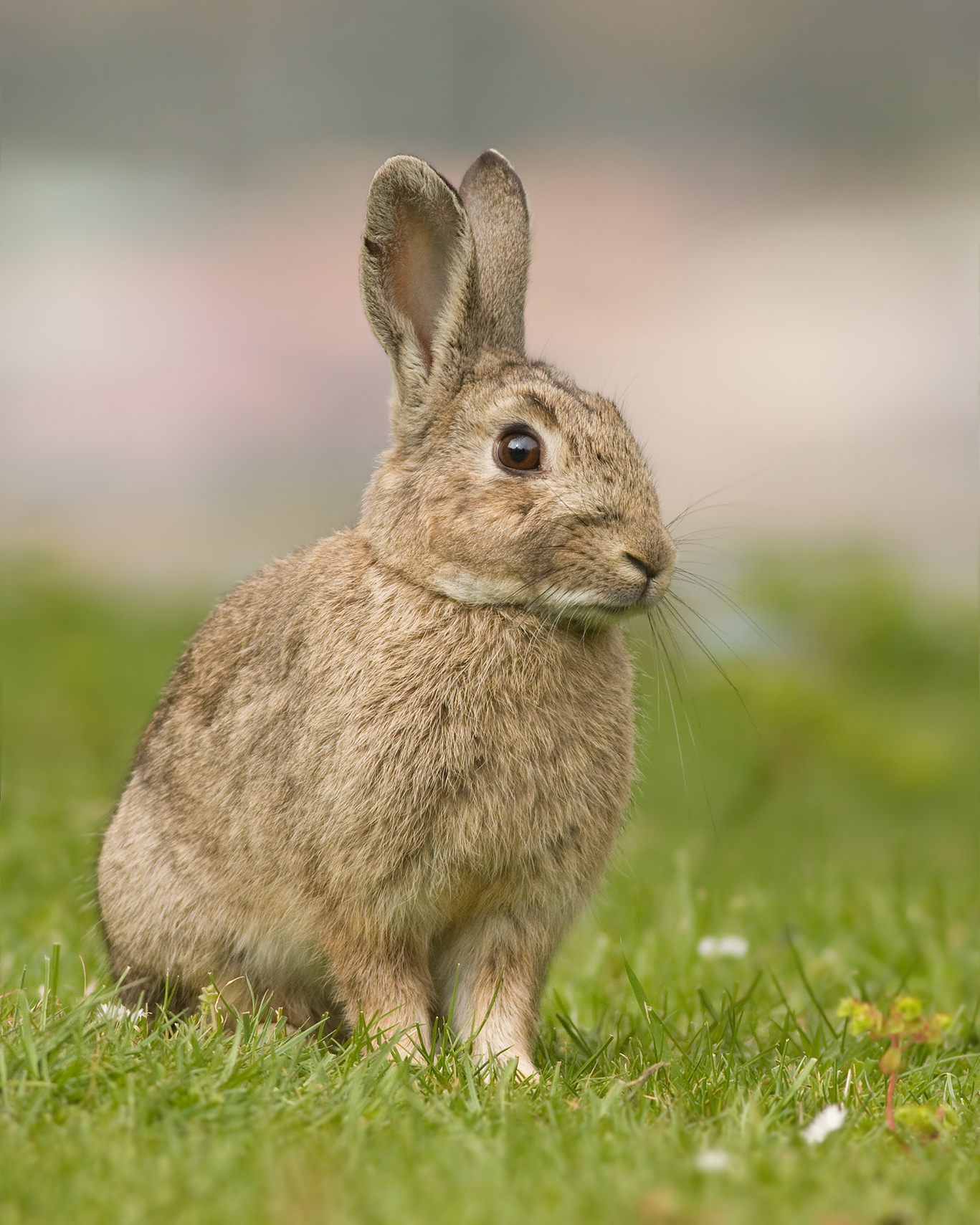
Coelho do Cariri - Mascote do Jardim

O mascote do Jardim Sport Clube é o Coelho, que simboliza uma equipe rápida e sagaz em busca da vitória e dos títulos.

### Uniformes
As cores do uniforme do Jardim Sport Clube é o verde e o amarelo, sendo o 1º uniforme composto por uma camisa verde, com short azul e meiões verdes.
O 2º uniforme é composto por : camisa branca, com short verde e meiões amarelas.

## Estádio
O Jardim Esporte Clube manda seus jogos no Estádio Municipal de Jardim, com capacidade pra 4.000 pessoas.

## Desempenho em Competiçoes

### Campeonato Cearense - 3ª divisão
| Ano  | Posição             |
| 2006 | 8º                  |
| 2007 | 14º (Vice-Lanterna) |
| 2008 | 11º                 |
| 2009 | 16º (Lanterna)      |
| 2010 | Não disputou        |
| 2011 | 6º                  |
| 2012 | 8º                  |

## Links
- https://www.escudosfc.com.br/ce.htm Escudo do Jardim SC
- https://www.escudosfc.com.br/images/jardim_ce.jpg Escudo do Jardim SC